# Eotetranychus mastichi
Eotetranychus mastichi är en spindeldjursart som beskrevs av De Leon 1957. Eotetranychus mastichi ingår i släktet Eotetranychus och familjen Tetranychidae. Inga underarter finns listade i Catalogue of Life.